# Rangers!
Rangers! was een Nederlandse televisiequiz op Jetix en later op Disney XD onder de naam Expeditie Rangers!. Het werd geproduceerd door IDTV in samenwerking met het Wereld Natuur Fonds.
In dit televisieprogramma werden kinderen tussen de 8 en 12 jaar verschillende vragen gesteld over dieren. Het doel is om minimaal tien vragen achter elkaar goed te hebben, hierdoor kwam men telkens op een speciale virtuele rots. Zodra de top werd bereikt wint de kandidaat een prijs.
De eerste vier seizoenen was de presentatie in handen van Pim Veth; het vijfde seizoen werd gepresteerd door Froukje Jansen, en de laatste twee door Koert-Jan de Bruijn. In 2010 en 2011 werd het programma doorgezet onder de naam Expeditie Rangers!, dat werd opgenomen in een dierentuin, waarbij de kinderen soms in contact moesten treden met werkelijke dieren. De prijs van was uiteindelijk een dagje meelopen met werknemers van de dierentuin. Deze versie van het programma werd gepresenteerd door Koert-Jan de Bruijn.